# Plesioneuron marattioides
Plesioneuron marattioides är en kärrbräkenväxtart som först beskrevs av Arthur Hugh Garfit Alston, och fick sitt nu gällande namn av Holtt. Plesioneuron marattioides ingår i släktet Plesioneuron och familjen Thelypteridaceae. Inga underarter finns listade.